# 스케일러블 링크 인터페이스

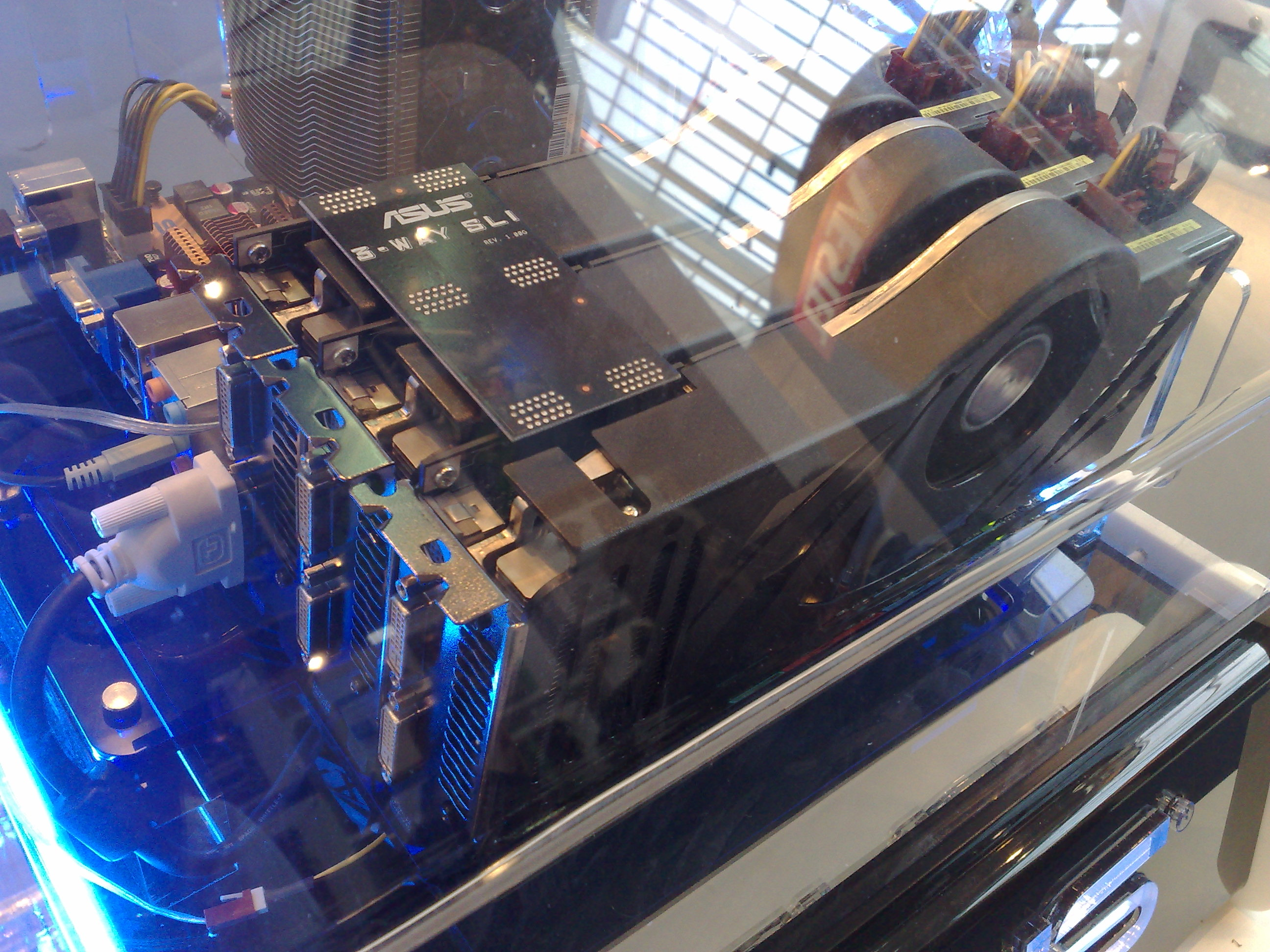
브리지 연결을 통한 3-way SLI의 예.

스케일러블 링크 인터페이스(Scalable Link Interface, SLI)는 현재는 단종된 멀티 GPU 기술의 브랜드 이름으로, 엔비디아가 두 개 이상의 비디오 카드를 연결하여 단일 출력을 생성하기 위해 개발했다. (이 기술은 3dfx가 발명하고 개발했으며, 나중에 엔비디아가 3dfx를 인수하면서 구매했다.) SLI는 컴퓨터 그래픽을 위한 병렬 컴퓨팅 알고리즘으로, 사용 가능한 처리 능력을 높이는 것을 목표로 한다.
약어 SLI는 1998년 소비자 시장에 출시되어 부두2 비디오 카드 라인에 사용된 3dfx의 스캔라인 인터리브(Scan-Line Interleave)에서 처음 사용되었다. 3dfx를 인수한 후 엔비디아는 이 기술을 획득했지만 사용하지 않았다. 엔비디아는 2004년에 SLI라는 이름을 재도입하여 PCI 익스프레스 (PCIe) 버스 기반의 최신 컴퓨터 시스템에 사용되도록 의도했지만, SLI라는 이름 뒤의 기술은 크게 달라졌다.

## 구현
SLI는 두 개, 세 개 또는 네 개의 그래픽 처리 장치(GPU)가 실시간 3차원 컴퓨터 그래픽스를 렌더링할 때 작업 부하를 공유할 수 있도록 한다. 이상적으로는 충분한 PCI 익스프레스 슬롯이 있는 마더보드에 동일한 GPU가 설치되어 마스터-슬레이브 구성으로 설정된다. 모든 그래픽 카드는 동일한 작업 부하를 렌더링하도록 할당되지만, 각 카드의 최종 출력은 SLI 브리지라는 커넥터를 통해 마스터 카드로 전송된다. 예를 들어, 두 개의 그래픽 카드 설정에서 마스터는 장면의 상단 절반을 처리하고, 슬레이브는 하단 절반을 처리한다. 슬레이브가 완료되면 렌더링된 내용을 마스터로 보내 모니터로 전송하기 전에 하나의 이미지로 결합한다.
SLI 브리지는 대역폭 제약을 줄이고 두 그래픽 카드 간에 데이터를 직접 전송하는 데 사용된다. 엔비디아의 Forceware 드라이버 80.XX 이상을 사용하면 로우엔드-미드레인지 그래픽 카드(예: 7100GS 또는 6600GT) 쌍에서 브리지 커넥터 없이 SLI를 실행할 수 있다. 이 그래픽 카드들은 대역폭을 많이 사용하지 않으므로, 데이터는 마더보드의 칩셋을 통해서만 전달될 수 있다. 그러나 두 개의 하이엔드 그래픽 카드가 설치되어 있고 SLI 브리지가 생략되면, 칩셋에 충분한 대역폭이 없으므로 성능이 심각하게 저하된다.
구성에는 다음이 포함된다:
- 2-way, 3-way, 4-way SLI는 각각 두 개, 세 개, 네 개의 개별 그래픽 카드를 사용한다.
- 하나의 그래픽 카드에 두 개의 GPU. 예를 들어 지포스 GTX 590, 지포스 GTX 690, 지포스 GTX 타이탄 Z가 있다. 이 구성은 하나의 PCI 익스프레스 슬롯과 (일반적으로) 두 개의 확장 I/O 슬롯만 차지하면서 2-way SLI를 구현할 수 있다는 장점이 있다. 또한 두 개의 카드만 사용하여 4-way SLI를 사용할 수도 있다 (이를 쿼드 SLI라고 한다).

엔비디아는 비디오 게임 개발사들과 협력하여 SLI를 자동으로 활성화하여 최대의 성능 향상을 제공하는 맞춤형 비디오 게임 프로필 세트를 만들었다.
엔비디아는 세 가지 유형의 SLI 브리지를 제공한다:
- 표준 브리지 (400 MHz 픽셀 클럭[8] 및 1 GB/s 대역폭[9])
- LED 브리지 (540 MHz 픽셀 클럭[10])
- 고대역폭 브리지 (650 MHz 픽셀 클럭 및 2 GB/s 대역폭[11])

표준 브리지는 전통적으로 SLI를 지원하는 마더보드에 포함되며, 1920×1080 및 2560×1440 해상도에서 60 Hz 모니터에 권장된다. LED 브리지는 엔비디아, EVGA 등에서 판매되며, 2560×1440 해상도에서 120 Hz 이상 및 4K 모니터에 권장된다. LED 브리지는 GPU가 해당 클럭을 지원하는 경우에만 증가된 픽셀 클럭에서 작동할 수 있다. 고대역폭 브리지는 엔비디아에서만 판매되며, 5K 및 서라운드 모니터에 권장된다.
다음 표는 시중에서 구할 수 있는 브리지 유형 사양에 따른 데이터 전송의 최대 이론적 대역폭 개요를 제공한다.
| 클럭 속도 | 400 MHz | 540 MHz   | 650 MHz    |
| --------- | ------- | --------- | ---------- |
| 단일 채널 | 1 GB/s  | 1.35 GB/s | 1.625 GB/s |
| 듀얼 채널 | 2 GB/s  | 2.7 GB/s  | 3.25 GB/s  |

## SLI 모드

### 분할 프레임 렌더링(SFR)
이것은 렌더링된 이미지를 분석하여 두 GPU 간에 작업 부하를 균등하게 분할한다. 이를 위해 프레임은 지오메트리에 따라 다양한 비율로 수평으로 분할된다. 예를 들어, 프레임의 상단 절반이 대부분 비어 있는 하늘인 장면에서는 분할선이 아래로 내려가 두 GPU 간의 지오메트리 작업 부하 균형을 맞춘다.

### 교차 프레임 렌더링(AFR)
각 GPU는 전체 프레임을 순서대로 렌더링한다. 예를 들어, 2-way 설정에서는 하나의 GPU가 홀수 프레임을 렌더링하고, 다른 GPU가 짝수 프레임을 차례로 렌더링한다. 완성된 출력은 디스플레이를 위해 마스터로 전송된다. 이상적으로는 이렇게 하면 렌더링 시간이 사용 가능한 GPU 수만큼 단축된다. 광고에서 엔비디아는 2-way 설정으로 단일 카드 성능의 최대 1.9배를 주장한다. AFR은 SFR보다 전체 프레임 레이트를 더 높게 생성할 수 있지만, 마이크로 스터터링으로 알려진 시간적 아티팩트도 발생시켜 프레임 레이트 인지에 영향을 미칠 수 있다. 프레임이 도착하는 빈도는 두 배가 될 수 있지만, 프레임을 생성하는 시간은 줄어들지 않으므로 AFR이 입력 지연을 줄이는 데 유용한 방법은 아니라는 점에 주목할 만하다.

### SLI 안티에일리어싱
이것은 두 그래픽 카드 간에 안티에일리어싱 작업 부하를 분할하여 공간 위신호 제거 성능을 최대 두 배까지 향상시켜 뛰어난 이미지 품질을 제공하는 독립 실행형 렌더링 모드이다. 하나의 GPU는 일반적인 패턴에 약간 오프셋된 안티에일리어싱 패턴(예: 약간 위쪽 및 오른쪽)을 수행하고, 두 번째 GPU는 반대 방향(아래쪽 및 왼쪽)으로 동일한 양만큼 오프셋된 패턴을 사용한다. 두 결과를 합성하면 일반적으로 가능한 것보다 더 높은 이미지 품질을 얻을 수 있다. 이 모드는 더 높은 프레임 레이트를 위한 것이 아니며 실제로 성능을 저하시킬 수 있지만, 대신 GPU에 의존하지 않는 게임에서 더 나은 성능 대신 더 선명한 이미지를 제공하기 위한 것이다. 활성화되면 SLI 안티에일리어싱은 SLI 8×, SLI 16×, SLI 32×(쿼드 SLI 시스템 전용)와 같은 고급 안티에일리어싱 옵션을 제공한다.

### 하이브리드 SLI
하이브리드 SLI는 지포스 부스트(GeForce Boost)와 하이브리드 파워(HybridPower) 두 기술의 일반적인 명칭이다.
지포스 부스트는 통합 그래픽 프로세서(IGP)와 개별 GPU의 렌더링 파워를 결합하여 성능을 향상시킨다.
반면에 하이브리드 파워는 성능 향상을 위한 모드가 아니다. 이 설정은 IGP와 MXM 모듈에 GPU로 구성된다. IGP는 노트북이 전원 소켓에 연결될 때 GPU를 보조하여 성능을 높이고, 노트북이 전원 소켓에서 분리되면 MXM 모듈이 종료되어 전체 그래픽 전력 소비를 낮춘다. 하이브리드 SLI는 PCI-E 개별 비디오 카드가 장착된 데스크톱 마더보드 및 PC에서도 사용할 수 있다. 엔비디아는 하이브리드 SLI 지원 IGP 마더보드와 지포스 8400 GS 비디오 카드를 사용하면 두 배의 성능을 얻을 수 있다고 주장한다.
하이브리드 파워는 나중에 엔비디아 옵티머스로 이름이 바뀌었다.

## SLI HB
2016년 5월 엔비디아는 지포스 10 시리즈에 새로운 SLI HB(고대역폭) 브리지가 탑재될 것이라고 발표했다. 이 브리지는 각 카드의 PCB에 2개의 SLI 핑거를 사용하여 카드 간의 사용 가능한 대역폭을 효과적으로 두 배로 늘린다. 지포스 10 시리즈 카드만 SLI HB를 지원하며 단일 GPU 카드용으로는 이 브리지를 통해 2-way SLI만 지원된다. SLI HB 인터페이스는 650 MHz로 작동하는 반면, 레거시 SLI 인터페이스는 더 느린 400 MHz로 작동한다.
전기적으로 일반 SLI 브리지와 SLI HB 브리지 사이에는 거의 차이가 없다. 두 개의 일반 브리지를 하나의 PCB에 결합한 것과 유사하다. 그러나 SLI HB 브리지는 모든 트레이스의 길이가 정확히 동일하도록 트레이스 길이가 조정되어 브리지의 신호 품질이 향상되었다.
PC 게임 잡지는 SLI 브리지와 그 SLI HB 후속 제품들을 X선으로 비교하여 PCB 트레이싱의 차이로 인해 클럭 속도가 400 MHz에서 650 MHz로 증가하고 그에 따라 데이터 전송 속도도 증가한다는 것을 발견했다. 버스 폭이 증가함에 따라 상당한 대역폭 증가가 예상되어야 하지만, GTX 1080 GPU를 사용한 테스트에서는 게임 성능 향상이 미미한 것으로 나타났다. 최신 HB 브리지는 LED 조명(종종 일부 로고를 뒤에서 비춤)이 되어 있으며, 결과적으로 유사한 기본 기능을 가진 이전 브리지보다 더 비싸다.

## 주의사항
- 모든 다중 PCI-Express x16 슬롯 마더보드가 SLI를 지원하는 것은 아니다. 2009년 8월 10일, 엔비디아는 인텔 및 ASUS, EVGA, 기가바이트, MSI를 포함한 다른 선도적인 마더보드 제조업체들이 다가오는 LGA 1156 소켓의 인텔 코어 i7 및 i5 프로세서를 위해 설계된 인텔 P55 익스프레스 칩셋 기반 마더보드에 엔비디아 SLI 기술을 포함하도록 라이선스를 부여했다고 발표했다.[26] P55의 이전 제품인 인텔 P35 또는 인텔 P45를 사용하는 구형 마더보드는 SLI를 지원하지 않는다.
 2017년 10월 현재 이를 지원하는 최신 마더보드는 인텔의 Z 및 X 시리즈 칩셋(Z68, Z77, Z87, Z97, Z170, Z270, Z370, X79, X99 및 X299)과 AMD의 990FX, X370 및 X399 칩셋이다.[27] 인텔 X58과 같은 초기 칩셋은 16레인 PCI-e를 통해 2-way SLI를 지원할 수 있었다. 해당 세대의 마더보드가 두 개 이상의 GPU를 지원하려면 엔비디아 엔포스 칩셋을 구현해야 했다.
- SLI 구성에서 카드들은 제조사, 카드 모델명, BIOS 리비전 또는 클럭 속도가 혼합될 수 있다. 그러나 동일한 GPU 시리즈(예: 8600, 8800) 및 GPU 모델명(예: GT, GTS, GTX)이어야 한다.[28] 동일한 코어 코드명(예: G70, G73, G80 등)만 일치하는 일부 카드에서는 "혼합 SLI" 구성에 대한 드문 예외가 있지만, 이는 그렇지 않으면 불가능하며, 두 일치하는 카드가 비디오 메모리, 스트림 프로세서 또는 클럭 속도의 양이 약간만 다른 경우에만 발생한다. 이 경우, 느리거나 적은 카드(의 사양)가 지배적이 되고 다른 카드(의 사양)가 이에 맞춰진다. 다른 예외는 GTS 250으로, 이는 9800 GTX+와 페어링될 수 있는데, GTS 250 GPU가 9800 GTX+ GPU의 이름을 바꾼 것이기 때문이다.
- 두 카드가 동일하지 않은 경우, 더 빠른 카드 또는 메모리가 더 많은 카드는 느린 카드의 속도로 실행되거나 추가 메모리를 비활성화한다. (FAQ는 여전히 다른 메모리 크기를 지원한다고 주장하지만, 엔비디아의 Forceware 드라이버 스위트 100.xx 버전 이후로는 지원이 제거되었다는 점에 유의해야 한다.)[28]
- SLI가 항상 성능 이점을 제공하는 것은 아니다. 일부 극단적인 경우에는 애플리케이션 코딩의 특성으로 인해 프레임 레이트를 낮출 수 있다.[29] 이는 멀티 GPU 시스템의 고유한 문제이므로 AMD 크로스파이어에도 해당된다. 이는 종종 낮은 해상도에서 애플리케이션을 실행할 때 목격된다.
- Vsync + 트리플 버퍼링은 SLI AFR 모드에서 일부 경우 지원되지 않는다.
- 하이브리드 SLI 설정을 사용하는 사용자는 수동으로 하이브리드 파워와 지포스 부스트 모드 사이를 변경해야 하며, 자동 모드 변경은 향후 업데이트가 제공될 때까지 사용할 수 없다. 하이브리드 SLI는 1920×1200 화면 해상도에서 단일 링크 DVI만 지원한다.[30]
- AFR과 함께 SLI를 사용할 경우, 주관적인 프레임 속도는 벤치마킹 애플리케이션이 보고하는 프레임 속도보다 낮은 경우가 많으며, 심지어 단일 GPU와 동일한 구성보다도 좋지 않을 수 있다. 이러한 현상은 마이크로 스터터링으로 알려져 있으며 멀티 GPU 구성에 내재되어 있으므로 크로스파이어에도 적용된다.[31]
- 2018년에 출시된 새로운 RTX 20xx 시리즈 그래픽 카드부터는 상호 연결이 더 이상 SLI HB가 아니다. 이 최신 카드들은 통신 기반으로 NVLink를 사용하며, 3슬롯 또는 4슬롯 길이의 NVLink 브리지를 필요로 한다. 이는 부분적으로 열 고려 사항 및 소켓 가용성에 기인한다. 현재 NVLink를 사용하여 두 개의 GPU 카드만 연결할 수 있으며, 3-way, 4-way 및 쿼드 구성은 NVLink의 원칙상 매우 다재다능한 인터페이스임에도 불구하고 NVLink 브리지를 사용하여 불가능하다.[23]
- 지포스 RTX 3000 시리즈부터는 SLI가 사실상 NVLink로 대체되었다.[32]

## 단종
2020년 엔비디아는 2021년 1월 1일부터 RTX 2000 시리즈 및 이전 제품에 대한 새로운 SLI 드라이버 프로필을 더 이상 추가하지 않을 것이라고 발표했다. 게임 개발자들이 DirectX 12 또는 Vulkan을 사용하여 SLI 또는 CrossFire 연결 없이 멀티 GPU 설정을 도입할 수 있었지만, 이를 지원하는 개발자는 거의 없었고 최신 비디오 카드의 그래픽 성능 향상으로 인해 게임용 멀티 GPU 설정은 2020년대 초반에 쓸모없게 되었다.

## 같이 보기
- 멀티칩 모듈